# Verna Bloom
Verna Frances Bloom (Lynn, 7 de agosto de 1938 – Bar Harbor, 9 de janeiro de 2019) foi uma atriz estadunidense, de origem judia. Co-estrelou no filme de 1973 High Plains Drifter, dirigido e estrelado por Clint Eastwood. Também atuou no filme Where Have All The People Gone? de 1974, exibido na rede televisão estadunidense NBC, estrelado por Peter Graves.
Bloom frequentou a Escola de Belas Artes da Universidade de Boston, graduando-se em bacharelado em artes em 1959. Também estudou no HB Studio em Nova York. Atuou em mais de trinta filmes e episódios de televisão, desde os anos 60, incluindo a interpretação de Marion Wormer, no filme National Lampoon's Animal House (1978), e Maria, mãe de Jesus, no filme A Última Tentação de Cristo (1988), dirigido por Martin Scorsese.
Verna Bloom morreu aos 80 anos em 9 de janeiro de 2019, devido a complicações decorrentes de demência.

## Filmografia
| Ano  | Título                                       | Papel           | Notas e referências |
| ---- | -------------------------------------------- | --------------- | ------------------- |
| 1969 | Medium Cool                                  | Eillen          | [ 3 ]               |
| 1969 | Bonanza (10.ª temporada, episódio The Fence) | Ellen           | Série para TV       |
| 1970 | Street Scenes                                | ela mesma       | Documentário        |
| 1971 | The Hired Hand [en]                          | Hannah Collings | [ 6 ]               |
| 1973 | High Plains Drifter                          | Sarah Belding   | [ 7 ]               |
| 1973 | Badge 373 [en]                               | Maureen         | [ 8 ]               |
| 1974 | Where Have All the People Gone?              | Jenny           | Filme para TV       |
| 1975 | Sarah T. – Portrait of a Teenage Alcoholic]] | Jean Hodges     | Filme para TV       |
| 1976 | Kojak (3.ª temporada, episódio On The Edge)  | Carrie          | Série para TV       |
| 1977 | Contract on Cherry Street                    | Emily Hovannes  | Filme para TV       |
| 1978 | National Lampoon's Animal House              | Marion Wormer   | [ 13 ]              |
| 1980 | Playing for Time                             | Paulette        | [ 14 ]              |
| 1982 | Honkytonk Man                                | Emmy            | [ 15 ]              |
| 1985 | Viagem Clandestina                           | fazendeira      | [ 16 ]              |
| 1985 | After Hours                                  | June            | [ 17 ]              |
| 1988 | A Última Tentação de Cristo                  | Maria           | [ 18 ]              |